# 336 Lacadiera
336 Lacadiera este un asteroid din centura principală, descoperit pe 19 septembrie 1892, de Auguste Charlois.